# Fritz Schaudinn

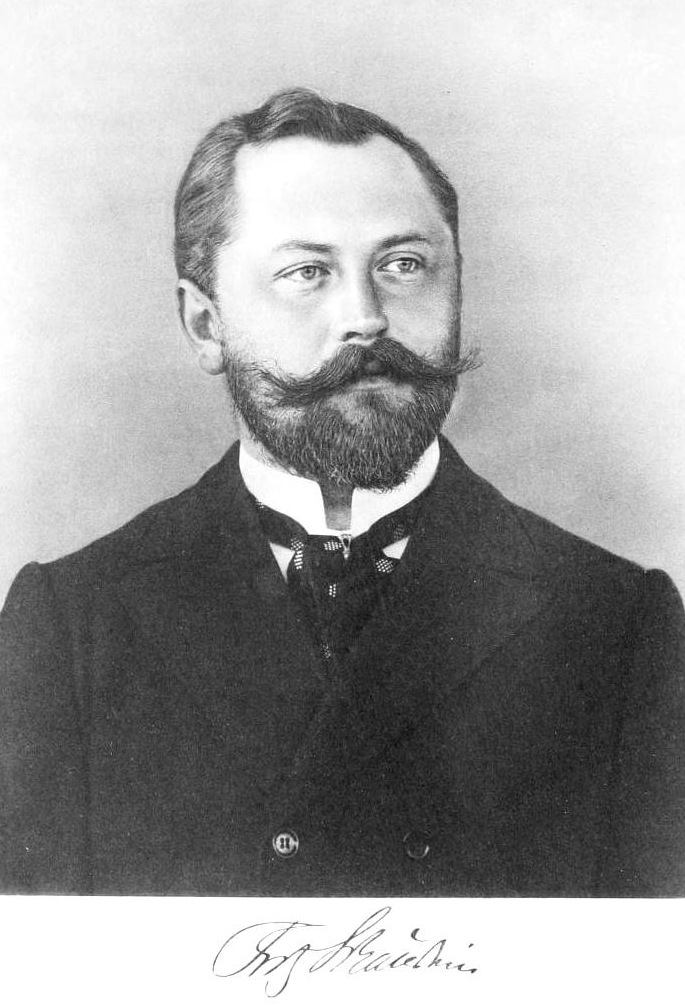
Fritz Schaudinn.

Fritz Richard Schaudinn, född 19 september 1871 i Röseningken, (dåvarande Ostpreussen, nu Reznikovo, Kaliningrad, Ryssland), död 22 juni 1906 i Hamburg, var en litauisk-tysk biolog.
Schaudinn, som var föreståndare för protozolaboratoriet vid Institutet för skepps- och tropiska sjukdomar i Hamburg, bidrog med viktiga resultat på protozoforskningens område, trots att han dog i unga år. Särskilt studerade han de patogena (sjukdomsalstrande) urdjuren och upptäckte generationsväxlingen hos flera urdjur (Coccidiae, Trypanosoma, Spirochaetae). I Spirochaete pallida fann han 1905, tillsammans med dermatologen Erich Hoffmann, den organism som framkallar syfilis. En resa till Spetsbergen ledde Schaudinn att tillsammans med Fritz Römer utge det stort anlagda verket Fauna arctica (4 band, 1900-1906).